# Puzur-Ašur III.
Puzur-Ašur III. je bil od leta 1503 pr. n. št. do 1479 pr. n. št. asirski kralj, * ni znano, † 1479 pr. n. št.
Po Seznamu asirskih kraljev je bil sin in naslednik kralja Ašur-nirarija I. in je vladal 24 let. Bil je prvi asirski kralj, ki je pojavil v časovno usklajeni zgodovini: opisan je kot sodobnik babilonskega kralja Burnaburiaša I. V Ašurju so na zgradbah odkrili nekaj njegovih napisov.  V svoji prestolnici je obnovil  del templja boginje Ištar in južni del mestnega obzidja.